# Forest Golf Resort Praha
Forest Golf Resort Praha a.s (dále jen FGRP) je česká akciová společnost, mediálně známá díky snaze prosadit výstavbu golfového hřiště v Klánovickém lese. Vznikla 22. prosince 2005. 

## Historie FGRP
Historie FGRP je spjata se státním podnikem PREFA Ústí nad Labem, který byl po sametové revoluci transformován akciovou společnost a následně ho Fond národního majetku (FNM) prodal společnosti Amczech Holdings Ltd registrované na Guernsey (dále jen Amczech).
20. prosince 1991 rozhodla valná hromada společnosti PREFA o odvolání celého představenstva, změně stanov a změně názvu společnosti na EUROCAST a.s. V novém představenstvu zasedli William G. Alguire (předseda) a Miloš Drbal (místopředseda). Současně došlo k založení dceřiné společnosti Eurocast Sales, spol. s r.o.
FNM se marně snažil přimět nové vlastníky k zaplacení kupní ceny, o deset let později označil pohledávku za společností Amczech v nominální hodnotě 51 milionů korun (90% kupní ceny) za typický příklad přiznané, avšak fakticky nedostupné pohledávky.
V červnu 1993 společnost Eurocast a.s., jejíž základní kapitál činil 391 milionů Kč, navýšila základní kapitál dceřiné společnosti Eurocast Sales na plných 483 milionů Kč a o měsíc později ji převedla na společnost Amczech. Současně s převodem byl název společnosti změněn na Euroform spol. s r. o. Na společnost Eurocast a.s. byl 16. července 1996 prohlášen konkurs.

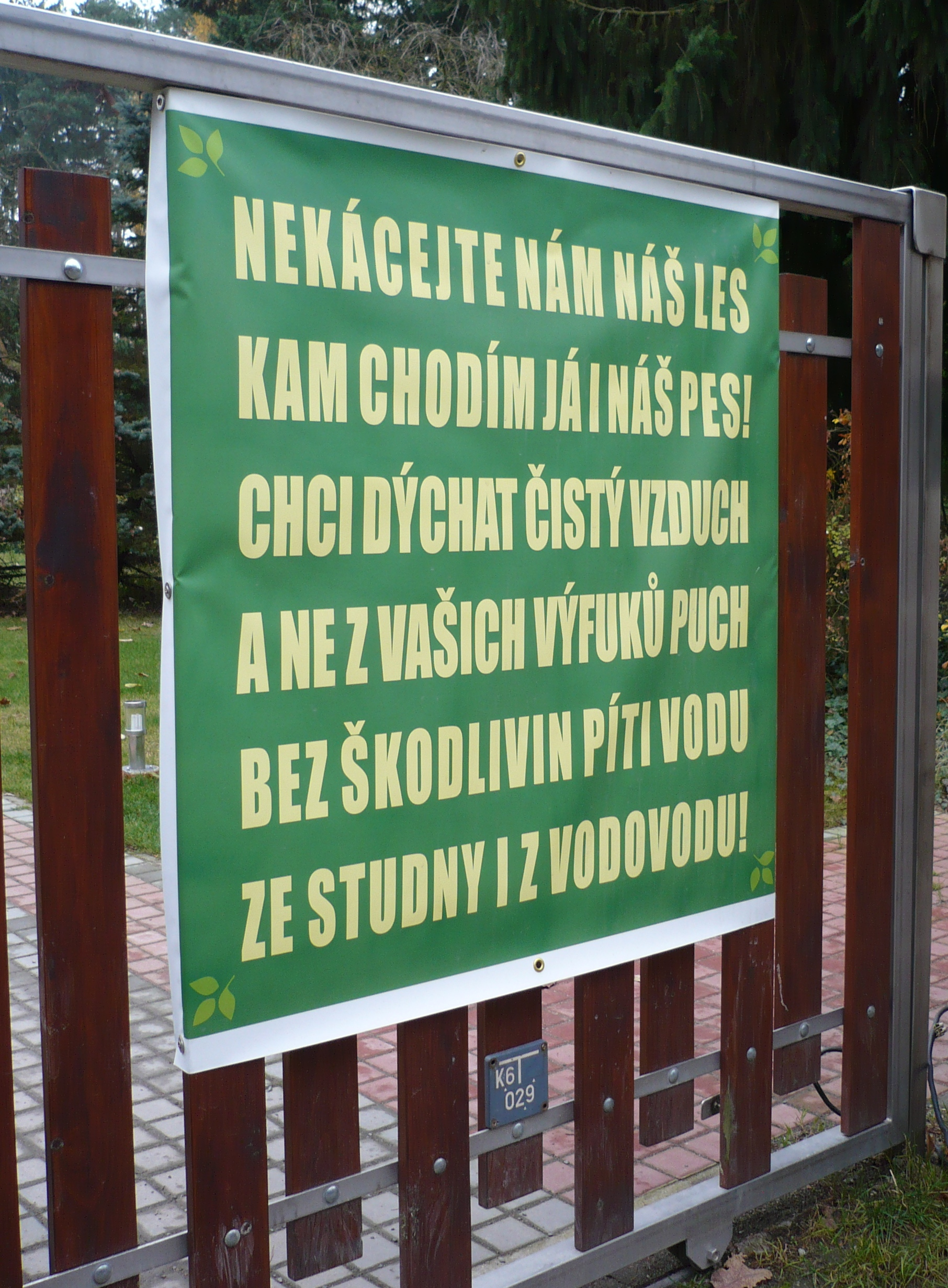
Protest jednoho z obyvatel Klánovic

1. září 2005 společnost Euroform založila společnost Forest Golf Resort Praha a.s. Předsedou představenstva FGRP se stal Miloš Drbal, který byl místopředsedou představenstva společnosti EUROCAST a.s. od privatizace až do jejího pádu. Místopředsedkyní byla jmenována Monika Bažantová (majitelka společnosti Training and Management Academy Praha, později členka klánovické ODS).
V červnu 2007 byla společnost Euroform oficiálně stále jediným vlastníkem FGRP. Akcie FGRP však tehdy byly vydané v listinné podobě na majitele, z hlediska samotné akciové společnosti jsou majitelé těchto akcií anonymní. Vlastníkem společnosti Euroform byla společnost Huron Holdings Limited, resp. HURON GROUP HOLDINGS LIMITED. Tato společnost sídlila v daňovém ráji Guernsey, nyní je registrovaná na Britských Panenských ostrovech.
V roce 2020 mělo dojít k refinancování závazků společnosti, kterého se měla účastnit společnost DRFG. Dne 3. ledna 2022 soud zamítl požadavek společnosti na reorganizaci a prohlásil konkurs.

## Historie golfového hřiště v Klánovicích
Prvních devět jamek z plánovaných osmnácti bylo otevřeno srpnu 1938, několik týdnů před uzavřením Mnichovské dohody. Za protektorátu hřiště sloužilo jako polní lazaret. Na počátku padesátých let bylo hřiště zrušeno a dráhy zalesněny. 
V roce 1991 byla klubovna a tříhektarový pozemek vráceny klubu Golf Club Praha (GCP). GCP nejprve podnikl kroky k obnově klánovického hřiště, nakonec se však rozhodl klubovnu s pozemky prodat společnosti FGRP. Ta na zakoupených pozemcích provozovala cvičné greeny a driving range. 2. května 2008 uzavřela FGRP smlouvu o budoucí nájemní smlouvě se státem vlastněnou společností Lesy České republiky (LČR). LČR se zavázaly po získání všech povolení vykácet území potřebné pro výstavbu golfového hřiště a tyto pozemky FGRP pronajmout.

## Klánovická skupinaODS
Před kongresem Občanské demokratické strany se v květnu 2010 v klánovické golfové klubovně sešla skupina 36 politiků okolo senátora Alexandra Vondry. Ti zde dohadovali postup převzetí moci ve straně.
Mezi účastníky schůzky patřili mj. předseda strany Petr Nečas, europoslanec Jan Zahradil, exministr spravedlnosti Jiří Pospíšil, lídr moravskoslezské kandidátky Pavel Drobil, bývalý hejtman Evžen Tošenovský, náměstek ministryně zdravotnictví Marek Šnajdr, starosta Prahy 6 Tomáš Chalupa, starostka Prahy 2 Jana Černochová, senátoři Jaroslav Kubera a Tomáš Kladívko či primátor Olomouce Martin Novotný.
Na kongresu o měsíc později se ve vedení ODS objevili jen ti, kdo se klánovické schůzky zúčastnili.